# Scaphopetalum
Scaphopetalum je biljni rod iz porodice sljezovki, dio tribusa Byttnerieae. Postoji 20 vrsta koje rastu po zapadnoj tropskoj Africi

## Vrste
1. Scaphopetalum acuminatum Engl. & K.Krause
2. Scaphopetalum amoenum A.Chev.
3. Scaphopetalum blackii Mast.
4. Scaphopetalum brunneopurpureum Engl. & K.Krause
5. Scaphopetalum dewevrei De Wild. & T.Durand
6. Scaphopetalum discolor Engl. & K.Krause
7. Scaphopetalum longipedunculatum Mast.
8. Scaphopetalum macranthum K.Schum.
9. Scaphopetalum mannii Mast.
10. Scaphopetalum ngouniense Pellegr.
11. Scaphopetalum obiangianum M.E.Leal
12. Scaphopetalum pallidinerve Engl. & K.Krause
13. Scaphopetalum parvifolium Baker f.
14. Scaphopetalum paxii H.J.P.Winkl.
15. Scaphopetalum riparium Engl. & K.Krause
16. Scaphopetalum stipulosum K.Schum.
17. Scaphopetalum talbotii Baker f.
18. Scaphopetalum thonneri De Wild. & T.Durand
19. Scaphopetalum vanderystii Germ.
20. Scaphopetalum zenkeri K.Schum.